# Gran Premio Femenino de Plouay 2017
La 19.ª edición del Gran Premio Femenino de Plouay (oficialmente: Grand Prix de Plouay Lorient Agglomération) se celebró el 26 de agosto de 2017 sobre un recorrido de 121,5 km con inicio y final en la ciudad de Plouay en Francia.
La carrera hizo parte del UCI WorldTour Femenino 2017 como competencia de categoría 1.WWT del calendario ciclístico de máximo nivel mundial siendo la decimonovena carrera de dicho circuito y fue ganada por la ciclista británica Elizabeth Deignan del equipo Boels Dolmans. El podio lo completaron las ciclista francesa Pauline Ferrand-Prévot del equipo Canyon-SRAM Racing y la ciclista australiana Sarah Roy del equipo Orica Scott.

## Equipos
Tomaron parte en la carrera un total de 22, de los cuales 20 fueron equipos de categoría UCI Team Femenino invitados por la organización y 2 selecciones nacionales, quienes conformaron un pelotón de 126 ciclistas de los cuales terminaron 94. Los equipos participantes fueron:
| Equipos femeninos (20)- Alé Cipollini Galassia - BePink Cogeas - Bizkaia-Durango - Boels Dolmans - BTC City Ljubljana - Canyon Sram Racing - Cervélo Bigla - Cylance Pro Cycling - Drops - FDJ-Nouvelle Aquitaine-Futuroscope - Lointek - Orica-Scott - Parkhotel Valkenburg-Destil Cycling Team - SAS-Macogep - Servetto Giusta - Sunweb - Team Tibco-Silicon Valley Bank - Wiggle High5 - WM3 Pro Cycling - Team WNT Equipos nacionales (2)- Australia - Francia |
| |

## Clasificaciones finales
Las clasificaciones finalizaron de la siguiente forma:

### Clasificación general
| \| Clasificación general \| Clasificación general \| Clasificación general \| Clasificación general \| Clasificación general \| \| Ciclista \| Ciclista \| Equipo \| Tiempo \| \| \| --------------------- \| ---------------------- \| ------------------------- \| --------------------- \| --------------------- \| \| 1.ª \| Lizzie Deignan \| Boels Dolmans \| 3 h 07 min 29 s \| \| \| 2.ª \| Pauline Ferrand-Prévot \| Canyon-SRAM Racing \| + 2 s \| \| \| 3.ª \| Sarah Roy \| Orica-Scott \| + 10 s \| \| \| 4.ª \| Eugenia Bujak \| BTC City Ljubljana \| + 10 s \| \| \| 5.ª \| Elena Cecchini \| Canyon-SRAM Racing \| + 10 s \| \| \| 6.ª \| Sheyla Gutiérrez \| Cylance \| + 10 s \| \| \| 7.ª \| Lauren Stephens \| Tibco-Silicon Valley Bank \| + 10 s \| \| \| 8.ª \| Ingrid Drexel \| Tibco-Silicon Valley Bank \| + 10 s \| \| \| 9.ª \| Danielle King \| Cylance \| + 10 s \| \| \| 10.ª \| Polona Batagelj \| BTC City Ljubljana \| + 10 s \| \| |                        |                           |                 |
| |                        |                           |                 |
| Fuente: ProCyclingStats |                        |                           |                 |
| Clasificación general |                        |                           |                 |
| Ciclista | Ciclista               | Equipo                    | Tiempo          |
| 1.ª | Lizzie Deignan         | Boels Dolmans             | 3 h 07 min 29 s |
| 2.ª | Pauline Ferrand-Prévot | Canyon-SRAM Racing        | + 2 s           |
| 3.ª | Sarah Roy              | Orica-Scott               | + 10 s          |
| 4.ª | Eugenia Bujak          | BTC City Ljubljana        | + 10 s          |
| 5.ª | Elena Cecchini         | Canyon-SRAM Racing        | + 10 s          |
| 6.ª | Sheyla Gutiérrez       | Cylance                   | + 10 s          |
| 7.ª | Lauren Stephens        | Tibco-Silicon Valley Bank | + 10 s          |
| 8.ª | Ingrid Drexel          | Tibco-Silicon Valley Bank | + 10 s          |
| 9.ª | Danielle King          | Cylance                   | + 10 s          |
| 10.ª | Polona Batagelj        | BTC City Ljubljana        | + 10 s          |

## UCI WorldTour Femenino
El Gran Premio Femenino de Plouay otorga puntos para el UCI WorldTour Femenino 2017, incluyendo a todas las corredoras de los equipos en las categorías UCI Team Femenino. Las siguientes tablas muestran el baremo de puntuación y las 10 corredoras que obtuvieron más puntos:
| Posición   | 1.ª | 2.ª | 3.ª | 4.ª | 5.ª | 6.ª | 7.ª | 8.ª | 9.ª | 10.ª | 11.ª | 12.ª | 13.ª | 14.ª | 15.ª | 16.ª | 17.ª | 18.ª | 19.ª | 20.ª |
| Puntuación | 120 | 100 | 85  | 70  | 60  | 50  | 40  | 35  | 30  | 25   | 20   | 18   | 16   | 14   | 12   | 10   | 8    | 6    | 4    | 2    |

| 1.ª  | Elizabeth Armitstead   | Boels Dolmans             | 120 |
| 2.ª  | Pauline Ferrand-Prévot | Canyon-SRAM Racing        | 100 |
| 3.ª  | Sarah Roy              | Orica-Scott               | 85  |
| 4.ª  | Eugenia Bujak          | BTC City Ljubljana        | 70  |
| 5.ª  | Elena Cecchini         | Canyon-SRAM Racing        | 60  |
| 6.ª  | Sheyla Gutiérrez       | Cylance                   | 50  |
| 7.ª  | Lauren Stephens        | Tibco-Silicon Valley Bank | 40  |
| 8.ª  | Ingrid Drexel          | Tibco-Silicon Valley Bank | 35  |
| 9.ª  | Danielle King          | Cylance                   | 30  |
| 10.ª | Polona Batagelj        | BTC City Ljubljana        | 25  |